# 한국의 국립공원
한국의 국립공원은 다음을 가리킨다.

## 국립 공원

### 조선민주주의인민공화국
- 백두산
- 칠보산
- 부전호국립공원
- 묘향산
- 금강산
- 구월산